# Жилга
Жилга́ (каз. Жылға) — село у складі Сариагаського району Туркестанської області Казахстану. Адміністративний центр Жилгинського сільського округу.
Населення — 4402 особи (2021; 4196 у 2009, 3767 у 1999, 3096 у 1989).